# Parafia św. Bartłomieja w Koninie
Parafia Świętego Bartłomieja w Koninie – rzymskokatolicka parafia w Koninie, należąca do diecezji włocławskiej i dekanatu konińskiego I. Powołana w XII wieku. Obsługiwana przez księży diecezjalnych. Mieści się przy ulicy Kościelnej.

## Kościoły
- kościół parafialny: Kościół św. Bartłomieja w Koninie

## Historia parafii
Samodzielna parafia św. Bartłomieja powstała w początkach XV wieku (kościół pw. św. Bartłomieja, istniejący pewnie już w XII wieku, był od połowy XII wieku kościołem filialnym parafii św. Piotra i Pawła w Starym Mieście). Prepozytura parafialna z kolegium mansjonarzy ufundowana została w 1424 r., a erygowana została w 1436 lub 1449 r. Do 1818 r. parafia należała do archidiecezji gnieźnieńskiej. Była to, do 1969 roku, jedyna parafia konińska po lewej stronie Warty. Tradycyjnie jest to parafia dziekańska. Pierwszy kościół powstał w 1100 r., a według tradycji jego fundatorem był Piotr Dunin, rycerz z czasów Bolesława Krzywoustego, legendarny fundator 77 kościołów. Świątynia ta podczas najazdu Krzyżaków w 1331 r. została spalona. Odbudowana i powiększona w ciągu XIV i XV stulecia, otrzymała tytuł św. Bartłomieja i zasadniczo przetrwała w niezmienionej formie do dzisiaj. Najstarszą jej częścią jest obecna zakrystia – dawniej kaplica Świętej Trójcy – wzniesiona prawdopodobnie w początkach XIII w. Pomimo kilkakrotnych remontów i przebudówek kościół nie stracił swojego pierwotnego gotyckiego stylu. Nie ucierpiał też w czasie ostatnich działań wojennych.
Akta wizytacyjne wspominają o istnieniu w pobliżu jeszcze dwóch świątyń. Dokument z lat 1608–1609 wymienia prepozyturę szpitalną Ducha Świętego z kościołem pod tym samym wezwaniem, położone za bramą miejską, oraz kaplicę (oratorium) pw. Świętego Krzyża. W 150 lat później wizytator odnotował, iż po kaplicy nie ma już śladu, a kościołowi Ducha Świętego stojącemu już na przedmieściu Konina przypisał czas powstania na 1433 r. Wizytator z 1775 r. potwierdził dalsze istnienie tej świątyni i dodał, że na miejscu kaplicy Świętego Krzyża znajduje się figura Ukrzyżowanego. Akta wizytacyjne z 1778 r. informują, że kościół Ducha Świętego znajduje się w pobliżu klasztoru reformackiego. Wizytacja z lat 1790–1791 stwierdza, że prepozytura powstała przed 1491 r., a kaplica Świętego Krzyża została zniszczona przez pożar.

## Kościół św. Bartłomieja
Obecny gotycki kościół św. Bartłomieja jest budynkiem murowanym z cegły (w najstarszych częściach murów bloki z piaskowca), oszkarpowanym, trzynawowym, z prezbiterium niższym od nawy głównej i trójbocznie zamkniętym. Dach nad nawami bocznymi pulpitowy, nad nawą główną, prezbiterium i kaplicą gotycką – dwuspadowy. Nad wschodnim szczytem nawy sygnaturka.
Od strony północnej świątyni przylega zakrystia (dawna kaplica Świętej Trójcy) i kruchta dobudowana podczas generalnego remontu w latach 1866–1872. Od strony południowej, przy prezbiterium, znajduje się gotycka kaplica Przemienienia Pańskiego i renesansowa kaplica zbudowana na planie zbliżonym do kwadratu, nakryta ośmioboczną kopułką z latarnią, dedykowana Najświętszej Maryi Pannie Niepokalanie Poczętej, ufundowana w 1607 r. przez obywatela konińskiego, doktora medycyny i filozofii, Jana Zemełkę (Zemeliusza). W zewnętrzną ścianę kaplicy wmurowana jest tablica fundacyjna z 1595 r. oraz niewielkie epitafium dwóch księży mansjonarzy z końca XVIII w., z herbem Konina. Fasada frontowa świątyni, zwieńczona szczytem o falistej linii barokowej ozdobionym wnękami, posiada ostrołukowy portal profilowany. W drzwiach kościoła zachowane dwie piętnastowieczne kołatki z brązu, w kształcie lwich głów. Z prawej strony świątyni niewysoka, półokrągła baszta z otworami strzelniczymi. W północnej skarpie kościoła tablica z krzyżem milowym. W kruchcie gotycka kropielnica kamienna w kształcie kielicha.
Prezbiterium – zamknięte trójbocznie – oświetlone oknami ostrołukowymi. W nim stalle renesansowe z 1604 r. – rzeźbione, intarsjowane, ozdobione motywami roślinnymi i zwierzęcymi. Nawy boczne są otwarte do nawy głównej filarowymi arkadami ostrołukowymi. Sklepienie nawy głównej i prezbiterium – gwiaździste; w nawach bocznych – siatkowe; w kaplicy Przemienienia – krzyżowo-żebrowe, w kaplicy Zemełki – niewysoka kopułka. Polichromię wnętrza wykonał w latach 1904–1910 Eligiusz Niewiadomski. Odświeżona w latach 1964–1967. Ołtarz główny, neogotycki, z 1911 r. W nawach bocznych i kaplicy przemienienia ołtarze barokowe, z połowy XVIII w. W kaplicy Zemełki ołtarz rokokowy. Późnobarokowy prospekt organowy z ok. 1700 r. Ambona z 1885 r. W prezbiterium nagrobek Stanisława Przyjemskiego (†1595), starosty konińskiego. Wykonany z marmuru i piaskowca przedstawia postać leżącego rycerza w zbroi. U góry, na kartuszu, portret trumienny z XVII w. innego, nieznanego z imienia, Przyjemskiego. Pod chórem organowym niewielki nagrobek ks. Mikołaja Grochowskiego (†1570), z postacią klęczącą pod krzyżem, z tarczą ozdobioną herbami.
W kaplicy Przemienienia przyścienny marmurowy nagrobek barokowy Krzysztofa Przyjemskiego (†1611). W kaplicy Zemeliusza znajduje się gotycka (z początku XVI w.) figura Matki Boskiej z Dzieciątkiem, epitafium barokowe z płaskorzeźbą przedstawiającą popiersie fundatora. W nawie północnej, nad wejściem do kruchty, osiemnastowieczny krucyfiks rokokowy. Kielichy z 1536 i z 1694 r. Na cmentarzu przykościelnym, od 1818 r., stary romański słup kamienny, wzniesiony około połowy XII w. przez Piotra Dunina dla oznaczenia połowy drogi między Kaliszem a Kruszwicą. Krzyże i figury przydrożne: Krzyż o. Tarejwy na Wale, kapliczna Matki Bożej przy ul. Zagórowskiej.

## Proboszczowie
- ks. prałat dr Tomasz Michalski (od 2009)
- ks. prałat Zdzisław Ossowski (1994–2009)
- ks. kan. Jan Trzaskowski (1980–1994)
- ks. Józef Balcerczyk (1958–1980)
- ks. Franciszek Cieślak (1950–1958)
- ks. Władysław Mirski (1949–1950)
- ks. Stanisław Perliński (1946–1949)
- ks. Franciszek Cieślak (1945–1946)
- ks. Jan Kabata (1926–1941)
- ks. Józef Magott (1922–1926)
- ks. Stanisław Szabelski (1918–1922)
- ks. Włodzimierz Jasiński (1914–1918)
- ks. Antoni Keller (1910–1914)
- ks. Feliks Mikulski (1905–1910)
- ks. Władysław Jankowski (1898–1905)
- ks. Piotr Bogucki (1861–1898)